# 英语教数理科政策

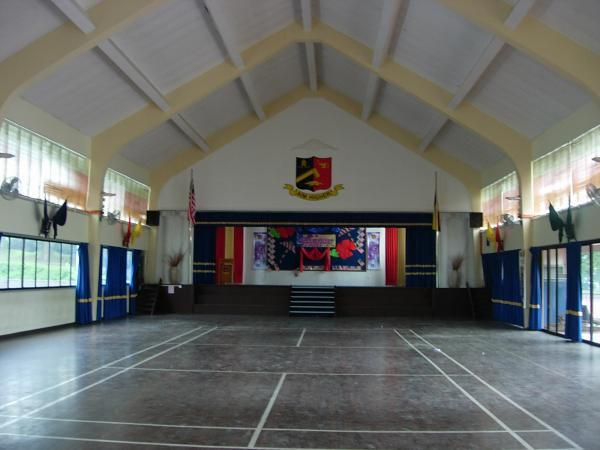
位于砂拉越州古晋的圣托马斯国中（SMK St. Thomas）礼堂

英语教数理科政策，简称PPSMI，馬國華語通稱英化數理，是马来西亚教育部于2003年开始推行的政策，旨在增强马来西亚的中小学学生英语水平。根据这项政策，所有的公立中小学会使用英语作为教授科学和数学科目的媒介语。PPSMI也是马来西亚第四任首相马哈迪·莫哈末的理念。由於马来西亚所有大学的绝大多数课程都是以英语为授課的媒介语，因此大学不受此政策影响。

## 历史
PPSMI是马来西亚第四任首相马哈迪·莫哈末在2002年7月19日领导的内阁会议所讨论出的结果。根据马来西亚教育部的说法，PPSMI将会分阶段实施，即从2003年开始由所有小学一年级学生和所有中学中一的学生率先推行，并于2007年在中学和2008年在小学全面实施。

## 实行
PPSMI是针对分别于2003年入学小学一年级和中学中一的学生；其他年级的学生不受影响，并继续用母语学习数学和科学。至于华小的实施，在董教总向教育部提出抗议后，最终双方达成共识，让华小同时以英语和华语进行数理科教学。
自2003年推行以来，PPSMI一直是教育界人士（尤其是华教人士）、政界人士和公众之间争议的话题。最终在2012年，时任副首相慕尤丁宣布将会在2013年开始分阶段在全国公立中小学废除PPSMI，并以「数理双语课程」（Dual-Language Programme，DLP）取代。在新的DLP模式下，数理科将会在公立中学以英语和马来语授课，学生和学校可选择使用其中一个语言学习或教授数理科，而不是强制使用英语授课。

### 教学材料
在贷书政策下，与其他课本相同，马来西亚教育部让所有学生和老师免费租借和使用PPSMI的学习材料。

#### 学生
| 教学材料                             | 用途                                                                                   |
| ------------------------------------ | -------------------------------------------------------------------------------------- |
| 教科书（Textbook）                   | 作为学生学习数理概念和技能的基本资源。                                                 |
| 活动书（Activity Book）              | 作为补充资源，学生可以练习对教科书中所学概念的理解。                                   |
| MyCD                                 | 以多媒体演示的形式记录在光盘中，内容包括一个交互式游戏和模拟器以及电子测试供学生使用。 |
| 科学实用书（Science Practical Book） | 实验指南，让学生实践在教科书上所学习到的科学理论。                                     |
| 词汇表（Glossary Book）              | 参考指南，包含对科学和数学中普遍使用的术语的定义。                                     |

#### 教师
| 教学材料                       | 用途                                                                                       |
| ------------------------------ | ------------------------------------------------------------------------------------------ |
| 教师指南（Teacher's Guide）    | 为教师准备的教学材料，作为参考和指南，以计划和实施有效的科学和数学教学。                   |
| 教师CD-ROM（Teacher's CD-ROM） | 帮助教师规划和实施有效的数理科教学，内容包括问题库，有趣的活动以及与该主题相关的网站链接。 |
| 词汇表（Glossary Book）        | 参考指南，包含对科学和数学中普遍使用的术语的定义。                                         |

## 计划重新推行
2020年2月15日，时任首相马哈迪·莫哈末表示，联邦政府已设立委员会研究重新推行PPSMI的可行性，至于重新落实与否，在2021年或以前就会有定案。他也表示一旦该委员会完成研究后会向内阁提呈建议书以定夺此事。同年10月4日，马哈迪接受网媒“Malaysia Now”专访时强调，他致力推动PPSMI，并非要重启英校（sekolah aliran Inggeris），而是要马来西亚学生做好准备，在踏上国际舞台之际才有能力与别人竞争。